# Жантеголов, Заур Хасанович
Заур Хасанович Жантеголов (род. 28 октября 1981, Терек) — российский борец. Первый россиянин, который стал победителем Абсолютного чемпионата мира по чёрным поясам. Обладатель чёрного пояса по бразильскому джиу-джитсу от Антониу Родригу Ногейры. Мастер спорта России. Победитель международного турнира «Abu Dhabinational Pro» по бразильскому джиу-джитсу. Пятикратный чемпион мира по грэпплингу и джиу-джитсу. Основатель спортивного клуба «Анаконда» для занятий единоборствами. Тренер.

## Биография
Родился 28 октября 1981 года в Тереке. В 1987 году поступил в школу № 2, которую окончил через 9 лет экстерном в 1996 году. В 7 лет начал заниматься дзюдо по инициативе своей матери. Его тренерами стали Олег Мальцев и Тимур Баждугов. За 13 лет упорных тренировок Заур стал третьим призёром Чемпионата России и Мастером Спорта по грэпплингу.
В 2003 году Заур окончил «Санкт-Петербургский экономический университет» по специальности-юриспруденция.
В 2017 Заур получил диплом тренера-преподавателя.
Заур стал трехкратным Чемпионом мира на ЧМ по джиу-джитсу в Минске в 2017, в Абу-Даби (ОАЭ) в 2016 и Банско (Болгария) в 2017 годах.
Серебряный призёр 2017 года Чемпионата Мира по грэпплингу в г. Минске.
Является Чемпионом мира на ЧМ АСВ 2018 года по чёрным поясам в Москве.
Победитель международного турнира «Abu Dhabinational Pro» по бразильскому джиу-джитсу.
Первый кабардинец, который обладает титулом пятикратного чемпиона мира по грэпплингу и джиу-джитсу.
В 2017 году в Москве на ЧМ стал бронзовым призёром по грэпплину.
В 2018 году стал бронзовым призором на ЧМ в Абу-Даби по джиу-джитсу.
С 2005 года занимается тренерской деятельностью по дзюдо, с 2010 года по грэпплингу в Республике Дагестан. В это время активно занимался развитием инфраструктуры, построил футбольное поле в 2013 году в Республике Дагестан в селении Бабаюрт. Там же основал детско-юношеский спортивный клуб «Анаконда», в Бабаюрте, который на данный момент[когда?] насчитывает более 100 человек. За 15 лет тренерской деятельности Заур в этом клубе воспитал 8 чемпионов мира:
- Джиу-джитсу
  - Мурад Абакаров (2016)
- Грэпплинг
  - Асадулла Никомагомедов (2015)
  - Гасан Аджаматов (2015)
  - Рашид Батакаев (2015)
  - Алявдин Зауров (2017)
  - Салим-мурза Зубаилов (2017)
  - Шамиль Мажидханов (2017)
  - Шахсолтан Алакаев (2021)